# Maison d'Upsal
La maison d'Upsal ou maison d'Uppsala (estonien : Uppsala maja) est l'un des plus anciens bâtiments en bois de Tartu en Estonie. Elle situe dans la partie nord de la vieille ville à proximité de l'église Saint-Jean. Son nom provient de la ville d'Uppsala qui est désormais jumelée avec Tartu.
La maison a fait l'objet d'une rénovation en 1996 et a accueilli une maison d'hôtes jusqu'en 2010. Elle abrite depuis la direction des relations internationales de la municipalité.

## Histoire
Il s'agit d'une des structures en bois les plus anciennes de la ville et sa construction remonterait aux années 1750. Les études dendochronologiques ont déterminé que la partie la plus ancienne du bâtiment est située au nord. La datation est importante car elle démontre que la construction de la maison est antérieure au grand incendie de Tartu de 1775 qui s'est déclaré à quelques mètres, près de l'église.
Les études dendochronologiques ont par ailleurs établi que des ajouts datant de 1777 et 1782 ont été réalisés.
La maison est réalisée en bois conformément règlement municipal jusqu'au grand incendie.
En effet, pendant la Grande guerre du Nord, le tsar Pierre le Grand avait ordonné la destruction de tous les bâtiments en pierre de la ville de Tartu (alors appelée Dorpat) afin d'empêcher les Suédois d'en faire une base militaire. Dévastée par le conflit, la ville fut  ensuite reconstruite en bois après le Traité de Nystad et la cession du duché d'Estonie et de la Livonie, territoire dans lequel se situait Dorpat, à la Russie. Un ordre du tsar avait interdit toute construction en pierre hors de Saint-Pétersbourg. La construction de la maison d'Upsal est par conséquent caractéristique de cette période et sa survie face aux différents incendies est remarquable.
Le plan final de l'édifice est arrêté en 1828. La maison à deux étages a connu une multitude d'usages tout au long du XIXe siècle : boucherie, résidence étudiante. Elle servit également de lieu de résidence à un sellier, un tailleur puis à un fonctionnaire livonien.
En 1937, le bâtiment fut partiellement reconstruit après un incendie.
En 1993, les villes jumelées de Tartu et Uppsala en Suède signèrent un accord de partenariat et coopérèrent en vue d'une initiative de restauration de bâtiments anciens. La rénovation de la maison fut terminée en 1996.
Le bâtiment abrita une maison d'hôtes de cinq chambres de cette date, jusqu'en 2010, année de sa fermeture pour raisons financières.
Le département des relations internationales de Tartu se trouve depuis cette date dans la maison d'Upsal.

## Galerie

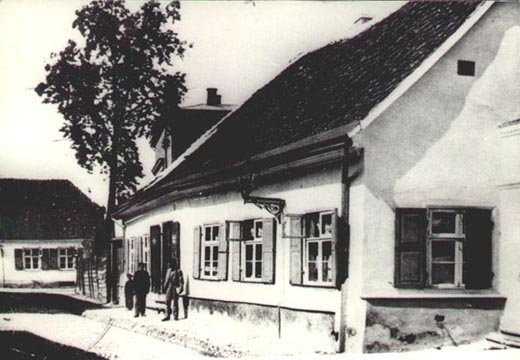
La Maison d'Upsal au XIXe siècle
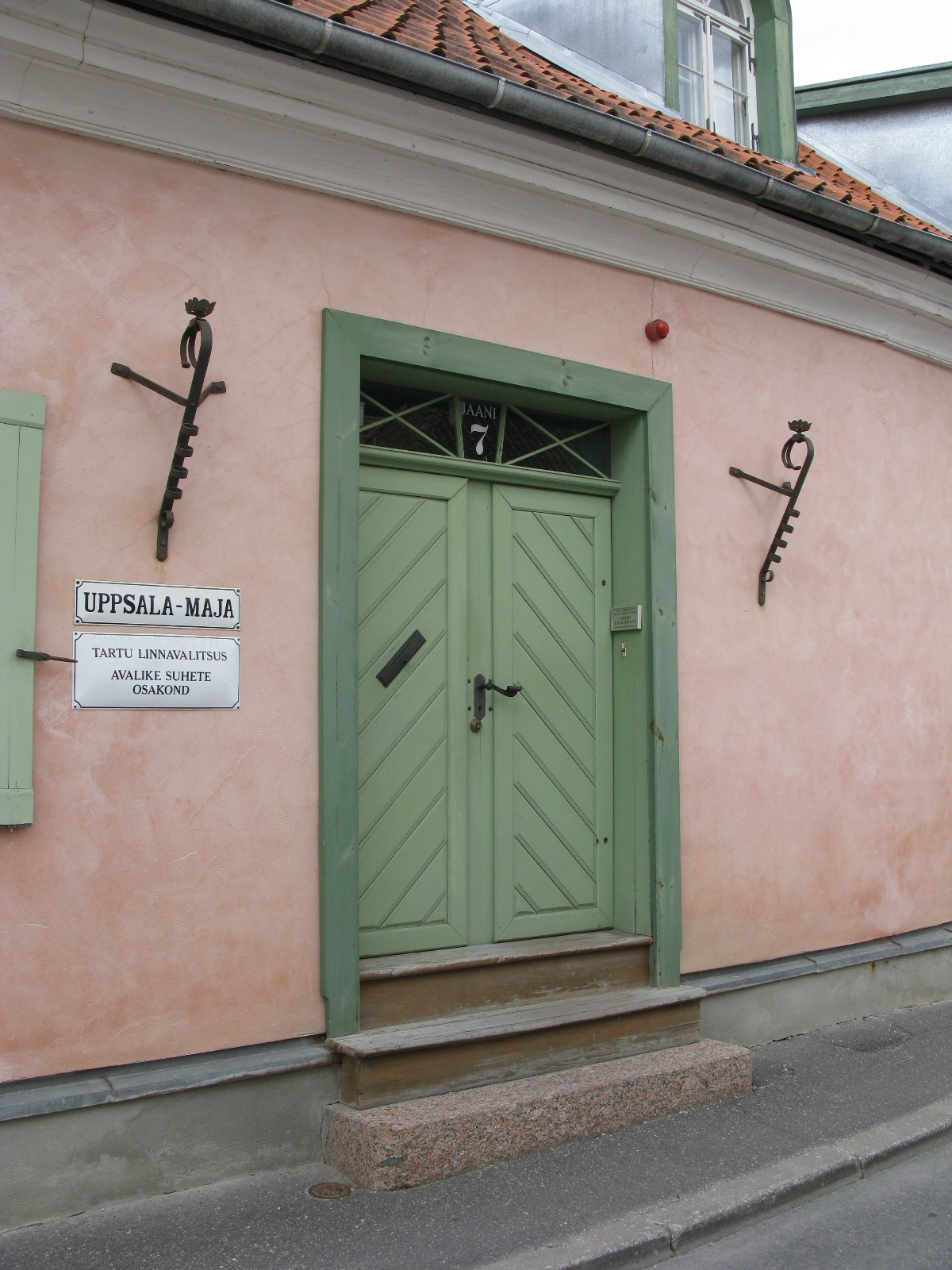
Entrée
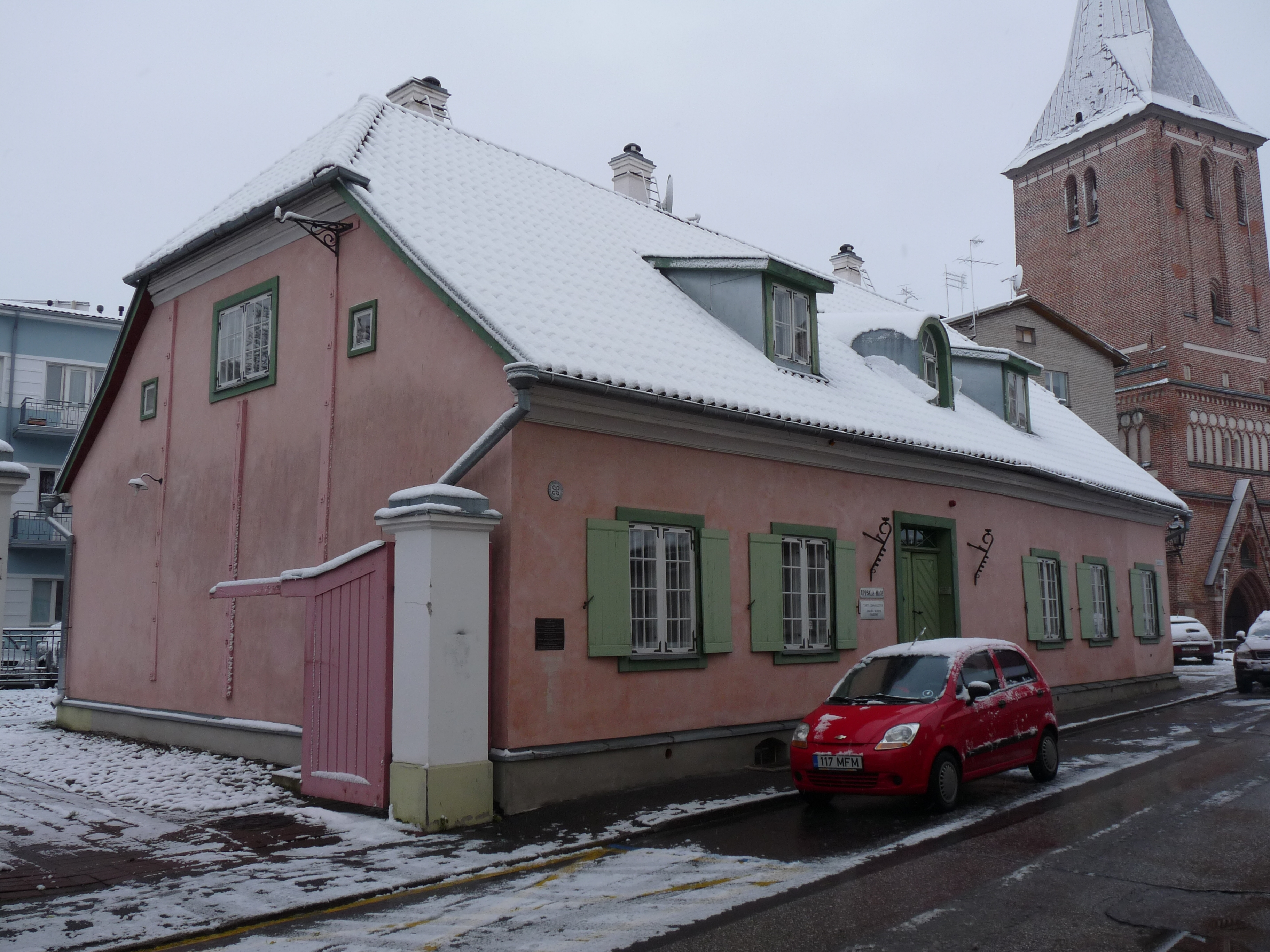
La Maison d'Upsal sous la neige